# Delphinium lomakinii
Delphinium lomakinii är en ranunkelväxtart som beskrevs av Kemul.-nath.. Delphinium lomakinii ingår i släktet storriddarsporrar, och familjen ranunkelväxter. Inga underarter finns listade i Catalogue of Life.